# Bezpečnostní informační služba

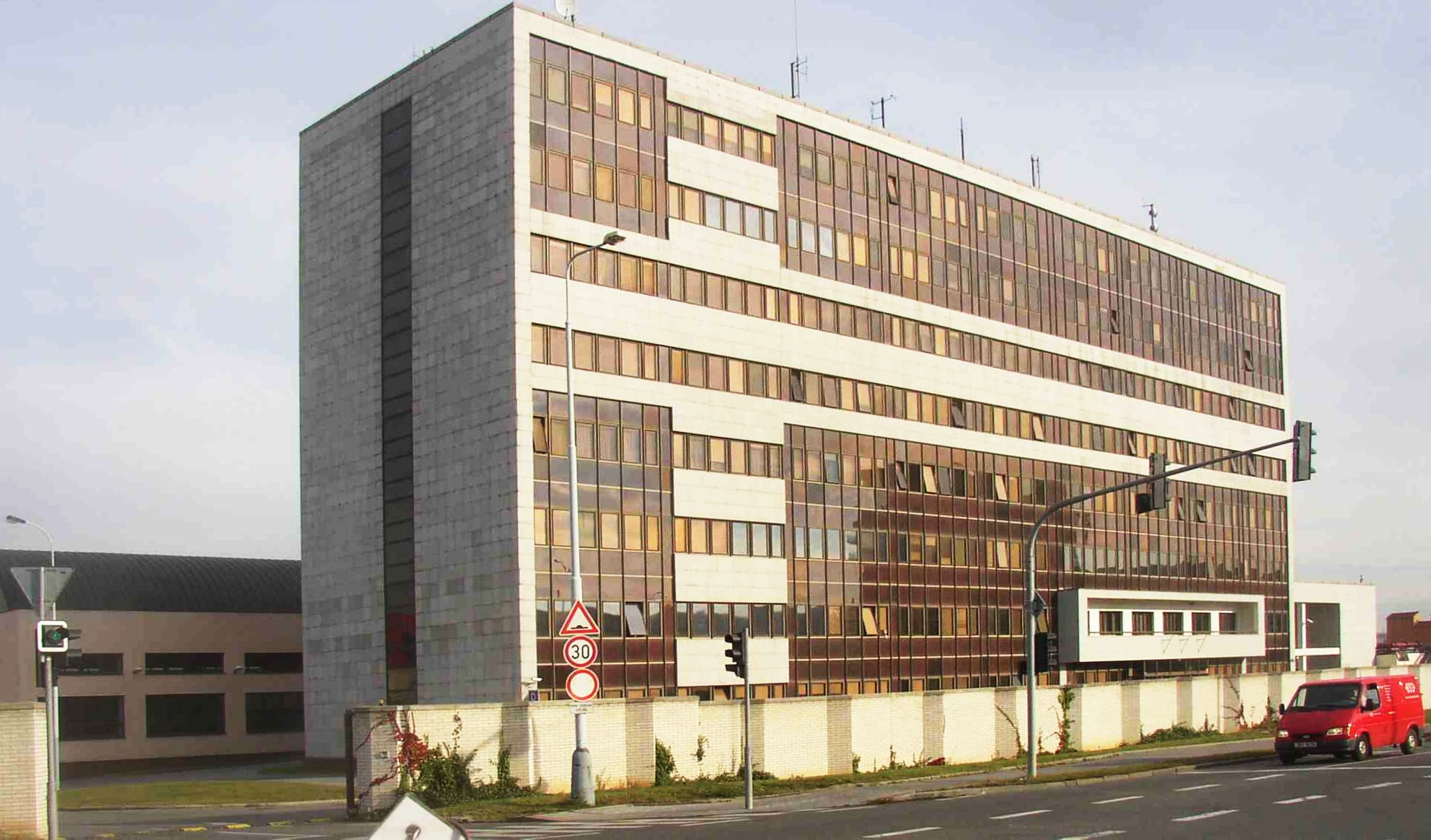
Siedziba BIS w Pradze-Stodůlkách przy ulicy Nárožní

Bezpečnostní informační služba, w skrócie BIS (pol. Informacyjna Służba Bezpieczeństwa), służba specjalna Republiki Czeskiej odpowiadające m.in. za kontrwywiad oraz bezpieczeństwo wewnętrzne kraju. Ich kwatera główna mieści się w Pradze. Obecnym szefem jest pułkownik inżynier Michal Koudelka. Polskim odpowiednikiem jest Agencja Bezpieczeństwa Wewnętrznego.
Jest jednym z głównych organów bezpieczeństwa państwa. Pozostałymi służbami specjalnymi w Czechach są: odpowiadający za wywiad zagraniczny i analizę materiałów wywiadowczych Úřad pro zahraniční styky a informace, ÚZSI (pol. Urząd Stosunków Zagranicznych i Informacji) oraz Vojenské zpravodajství, VZ (pol. Wywiad Wojskowy), podlegający Ministerstwu Obrony Rep. Czeskiej.

## Historia
Po upadku komunistycznego reżimu w CzSRS, została rozwiązana służba specjalna Státní bezpečnost (StB). W jej miejsce 16 lutego 1990 powołano Úřad na Ochranu Ústavy a Demokracie Federálního Ministerstva Vnitra, ÚOÚD FMV (pol. Urząd Ochrony Konstytucji i Demokracji Federalnego Ministerstwa Spraw Wewnętrznych). w grudniu 1990 rozwiązano ÚOÚD FMV a w jego miejsce powstała Federální Informační Služba Federálního Ministerstva Vnitra, FIS FMV (pol. Federalna Służba Informacyjna Federalnego Ministerstwa Spraw Wewnętrznych). W 1992 utworzono nową służbę Federální Bezpečnostní Informační Služba, FBIS (pol. Federalna Informacyjna Służba Bezpieczeństwa). W 1993 rozwiązano FBIS, z której wyłoniła się słowacka agencja wywiadowcza Slovenská informačná služba, SIS (pol. Słowacka Służba Informacyjna), natomiast w Czechach powstała Bezpečnostní Informační Služba České Republiky, (pol. Informacyjna Służba Bezpieczeństwa Republiki Czeskiej). Rok później zmieniła nazwę na obecną.

## Główne zadania
- Ochrona przed obcą agenturą oraz ochrona informacji niejawnych
- Ochrona przed terroryzmem oraz ekstremizmem
- Zwalczanie przestępczości zorganizowanej
- Ochrona interesów ekonomicznych państwa
- Zapobieganie rozprzestrzenianiu broni masowego rażenia
- Zwalczanie nielegalnego handlu bronią oraz materiały wybuchowymi

## Kierownictwo

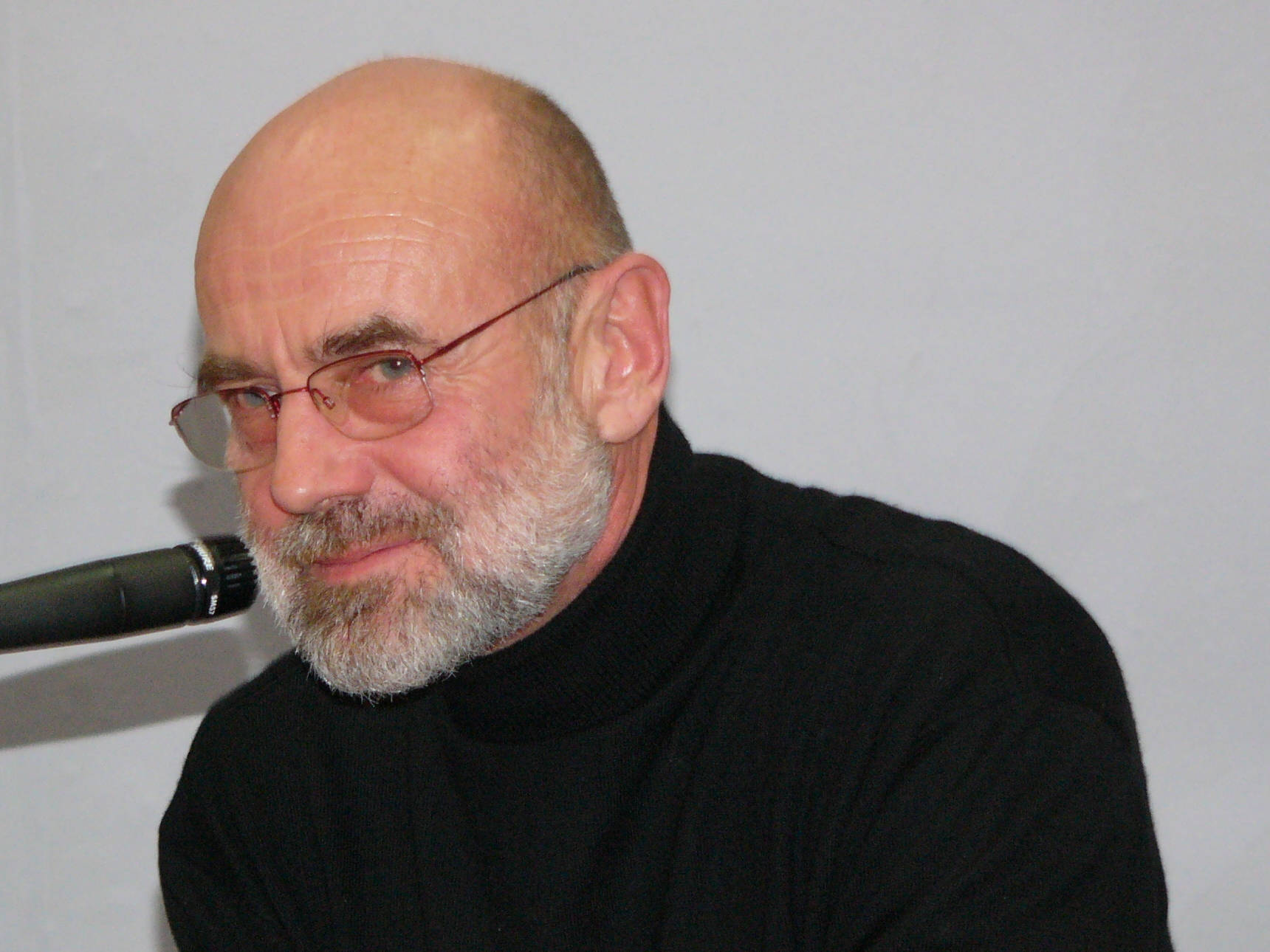
Jan Ruml

- Zdeněk Formánek (1990)
- Jan Ruml (1990)
- Jiří Müller (1990)
- Jiří Novotný (1990-1991)
- Štefan Bačinský (1992)
- Pavol Slovák (1992)
- Stanislav Devátý (1993-1997)
- Karel Vulterin (1997–1999)
- Jiří Růžek (1999-2003)
- Jiří Lang (2003-2016)
- Michal Koudelka (od 2016)